# المجموعة المالية هيرميس القابضة
إي إف جي هرمس، هو بنك استثماري في الشرق الأوسط وشمال أفريقيا، ويعمل في مجال البورصة، السندات المالية، إدارة السندات، الخدمات الاستثمارية.

## التأسيس
المجموعة المالية هيرمس القابضة، هي شركة مساهمة مصرية تأسست في عام 1984 تحت اسم المجموعة المالية المصرية، وتم تعديل اسمها إلى المجموعة المالية هيرمس القابضة، في عام 1996 تقريبا.

## الإدارة
للشركة نشاط في تسع بلدان عربية، ويعمل بها حوالي 110 موظف وهى مسجلة في بورصتي القاهرة ولندن. وهيكل مساهميها كالأتي:
- شركة دبي القابضة التابعة لحاكم دبي ب18,5%.
- جهاز أبوظبي للاستثمار بـ 8,5%.
- والباقي مؤسسات مالية وأفراد.

و 65% تقريبا من إجمالي إيرادات الشركة من خارج مصر وتحديدا السعودية والإمارات ولبنان وتلك الدول على رأس إيرادات الشركة كما أن عدد مساهمي الشركة وصل إلى 11 ألف فرد وذلك أصبح في هيكل المساهمين الموجود عند شركة مصر المقاصة وأصبحت هيرمس منذ عام 1995 أكبر شركة تداول في مصر وكذلك في العالم العربي وتحديدا في دبي وابوظبي والكويت وعمان وأن نشاط الشركة يتم عن طريق شركات تابعة لها حق ممارسة النشاط في هذه الدول ويصل عدد الشركات التابعة إلى حوالي من 40 إلى 50 شركة.

### إدارة ياسر الملواني
ياسر الملواني رئيس مجلس إدارة المجموعة المالية هيرمس القابضة، اسم معروف في أسواق المال
هو يقبع على رأس أكبر بنك استثماري في مصر والشركة الرائدة في مجالات وساطة الأوراق المالية وإدارة الأصول والترويج وتغطية الاكتتابات.. وهو المنصب الذي أهّلته خبراته للوصول إليه حيث يتمتع بخبرة مصرفية طويلة منذ تخرجه في تجارة القاهرة عام 1981 وعمله ببنك» تشيس «ـ التجاري الدولي حالياً ـ وتدرجه في المناصب حتى وصوله لمدير عام إدارة الائتمان والعضو المنتدب لشركة التجاري الدولي.. ثم انضمامه لمجموعة هيرمس.. حتى أصبح رئيساً لها.
في 5 فبراير 2011، منعت سلطات الأمن بمطار القاهرة الدولي الملواني من السفر، وكان الملواني قد توجه لمطار القاهرة للسفر على طائرة الخطوط الجوية الإماراتية المتجهة إلى دبي، وعند إنهاء إجراءات سفره فوجئ بوجود قرار من النائب العام بمنعه من السفر بعد إدراج اسمه بقوائم الممنوعين من مغادرة البلاد.

### إدارة حسن هيكل
بدأ حسن هيكل عمله في 1995 كمسئول عن إحدى قطاعات الشركة، ومدير وعضو منتدب للمجموعة المالية هيرمس للتوريج والاستشارات المالية، وفي 2004 أصبح حسن هيكل أحد الرؤساء التنفيذيين للشركة، وعضو في مجلس إدارة بعض الشركات التابعة ممثلا لهيرمس.

## هيكل الشركة
تعمل الشركة في عدة بلدان عربية ومنها مصر، وتم تأسيس شركة بغرض تداول الأوراق المالية في مصر وتقوم الشركات التابعة للمجموعة بنشاطها المتخصص وفقا الرخصة الممنوحة لها من قبل الجهات المعنية وعلى سبيل المثال نشاط التداول فإن شركة هيرمس القابضة لديها عدة شركات تابعة في مصر والسعودية والإمارات والكويت وعمان ولبنان وأخرى كل منها مرخص من قبل الأجهزة الرقابية في تلك البلاد وكل منها يقوم بنشاط التداول في ذلك البلد ولهذا إن تأسيس الشركات التابعة يكون مطلوبا من الناحية القانونية لممارسة نشاط معين في أي بلد من البلدان كما أن الميزانيات المنشورة للشركة والمتفق لن تراقب الحسابات لتشمل جميع الشركات التابعة شركة نسبة ملكية المجموعة المالية هيرمس القابض في كل منها.
وتخضع المجموعة المالية هيرمس القابضة للقوانين المصرية وكذلك هيئة الرقابة المالية وهيئة سوق المال كما أن جميع الشركات التابعة هي شركات مساهمة تملك المجموعة المالية هيرمس القابضة منها حصة أغلبية في معظمها وتكون خاضعة كل شركة على حدة للجهة القانونية والرقابية في بلد المنشأ.

### المؤسسون
- محمد علوي تيمور، شقيق والدة حسن هيكل. وثلاثة آخرون.

### مجلس الإدارة
منذ التأسيس سنة 1984 وحتى 2001 تقريبا كان الدكتور محمد علوي تيمور مدير مسؤولا عن الشركة، ثم أصبح السيد ياسر هشام الملواني ثم انضم حسن هيكل في عام 2004 لمجلس الإدارة، السيدة منى ذو الفقار رئيس مجلس الإدارة واثنين ممثلين لشركة دبي القابضة والسيد سانجيف أودجى رئيس قطاع الاستثمارات في جهاز أبو ظبي للاستثمار والسيد تشارلي ماكيزي أحد الرؤساء في بنك سيتي بنك العالمي والسيد وليد كابا والسيد رمزي زكي رئيس قطاع العمليات بالشركة والسيد روبرت ايكفلد الرئيس التنفيذي لبنك سامبا أكبر المصارف السعودية السيد وليم جاريتا وهو كان الرئيس التنفيذي لإحدى أكبر المؤسسات المصرفية في إنجلترا بالإضافة إلى الرؤساء التنفيذيين ياسر الملواني وحسن هيكل.
ويختص مجلس الإدارة وضع السياسات العامة للشركات ومراقبة تنفيذ هذه السياسات وضع موازنات تقيدية للعمل سنويا والموافقة على تعديلات في نشاط الشركة كما أن ينبثق منها لجنة مراجعة تتكون من الأعضاء غير التنفيذيين للتدقيق في أرقام وبيانات وأداء الشركة. ويعمل الأعضاء التنفيذيين على تنفيذ السياسات التي يقرها مجلس الإدارة ومتابعة الإدارة للعاملين بالشركة.

### المالكون
حوالي 11 ألف مساهم تقدمهم شركة دبي القابضة 18.5% والمملوكة للشيخ محمد بن راشد آل مكتوم حاكم دبي 8.5% جهاز أبو ظبي للاستثمار المملوك لحكومة الإمارات والباقي موزع على حوالي 11 ألف مساهم يتداولون في بورصتي مصر ولندن وسوف أقدم جدول المساهمين من مصر المقاصة في آخر تاريخ عمل للبورصة.

## تحقيقات
بعد قيام ثورة 25 يناير استدعي حسن هيكل لنيابة الأموال العامة لسؤاله عن علاقة هيرميس ببعض الشركات التي يملكها جمال مبارك نجل الرئيس السابق حسني مبارك. وكشفت الشهادة أن جمال مبارك لم يكن مساهماً في أي وقت من الأوقات ضمن الشركة القابضة والتي تم تأسيسها في جزر العذراء البريطانية، في حين أنه يمتلك 50% من أسهم شركة بوليون والتي تساهم في مجموعة هيرمس بنسبه 18٪ تقريبًا من إجمالى حقوق الملكية للشركة تصل إلى حوالي 27 مليون جنيه مصري، والتي تمتلك 40 ألف عميل في مصر وخارجها.
في 31 مايو 2012 قرر النائب العام تحويل حسن هيكل وياسر الملواني إلى محكمة الجنايات في شبهة فساد متعلقة بصفقة بيع البنك الوطني المصري.
وفي بيان صدر عن الشركة بعد إعلان قرار تحويل هيكل والملواني للمحكمة، نفت الشركة امتلاك أسرة الرئيس السابق محمد حسني مبارك لأي حصة أو أسهم في المجموعة أو أي من 50 شركة تابعة لها. وأوضحت أن الاستثناء الوحيد هو أن جمال مبارك وقبل دخوله العمل السياسي في عام 1997 تملك حصة لا تزيد عن 18% في واحدة فقط من الشركات الصغيرة التابعة للمجموعة وهي «المجموعة المالية للاستثمار المباشر» وهذه الحصة معلنة منذ تاريخ تأسيس الشركة في مصر والعالم.
وإن إجمالي ما حصل عليه جمال مبارك من توزيعات عن حصته في الشركة التابعة في حدود متوسط سنوي 880 ألف دولار، علماً بأن سعر الصرف خلال تلك الفترة أقل من السعر الحالي، وتم دفع كل هذه المستحقات من هذه الشركة التابعة. وكل الأرقام وتوزيعات الحصص لأرباح الشركة مسجلة ومراقبة محلياً ودولياً منذ إنشائها. وأضافت الشركة في بيانها أنه لا يوجد تعاملات مالية على الإطلاق مع أي من أفراد عائلة الرئيس السابق في أي من أنشطتها الأخرى باستثناء حسابا تداول في البورصة المصرية لكل من علاء مبارك ولهايدي راسخ معلن بإسميهما في شركة التداول (السمسرة في الأوراق المالية).

## فروع الشركة
- الإمارات العربية
- السعودية
- قطر
- عمان

## هوامش
1. ↑  منتديات المجموعة المصرية للخدمات المالية [وصلة مكسورة] نسخة محفوظة 19 يناير 2009 على موقع واي باك مشين.
2. ↑  جريدة الأهرام الإلكترونية نسخة محفوظة 14 مارس 2020 على موقع واي باك مشين.
3. ↑  تحقيقات حسن هيكل حول هيرميس وجمال مبارك، جريدة الفجر[وصلة مكسورة] "نسخة مؤرشفة". مؤرشف من الأصل في 2020-02-20. اطلع عليه بتاريخ 2020-04-14.{{استشهاد ويب}}:  صيانة الاستشهاد: BOT: original URL status unknown (link)
4. ↑  نجل "هيكل" يبيع جمال مبارك في النيابة: ويؤكد الوريث يمتلك 18% من اسهم هيرمس .. ورأيت "علاء" مرة واحدة في عزاء، بوابة 25 يناير[وصلة مكسورة]
5. ↑  "بعد تحويل هيكل والملوانى للجنايات.. هيرميس: 13.5% العائد السنوي لمحافظ "علاء وهايدي"". جريدة الأهرام. 31 مايو 2012. مؤرشف من الأصل في 2012-08-03. اطلع عليه بتاريخ 2012-05-31.